# ラザール・レヴィ
ラザール・レヴィ（Lazare Lévy, 1882年1月18日 - 1964年9月20日）は、フランスのピアニスト・ピアノ教師。ハイフンを入れてラザール＝レヴィ（Lazare-Lévy）と表記される場合もある。

## 経歴
ベルギーのブリュッセルにて、ユダヤ系フランス人の家庭に生まれる。
パリ音楽院でルイ・ディエメに師事し、1898年に首席となる。1907年にディエメやヴィクトル・ストーブと共著で、『ピアノ奏法の奥義 Méthode supérieure de piano』を上梓した。ヨーロッパやアジアで幅広く演奏活動を行い、得意のモーツァルトやシューマンを録音した。
1914年から長期間にわたってパリ音楽院教授を務めた。第二次世界大戦中は、ユダヤ系ゆえに公職追放に遭ったが、1944年に再任された。
1950年10月に来日。同月23日から25日にかけて東京芸術大学で演奏講習会を実施。同月28日には日比谷公会堂でピアノ独奏会を開いた。この演奏会は戦後の日本において、初の外国人演奏会となった。
名技性を披露することはできなかったが、温かいタッチと潤いのあるアゴーギクで名声を博した。数は少ないものの、録音は残っている。

## 門下生
- ルーカス・フォス
- モニク・アース
- クララ・ハスキル
- ソロモン
- コレット・クラ＝タンスマン
- イヴォンヌ・ロリオ
- ミシェル・プラッソン
- フランス・クリダ
- カジミェシュ・セロツキ
- 安川加壽子
- 田中希代子
- 井上二葉
- 遠藤郁子
- 原智恵子